# Minemhat
Minemhat ("Min az élen, vagy Min az első") ókori egyiptomi hivatalnok volt a XVII. dinasztia idején; Koptosz polgármestere.
A második átmeneti korból mind uralkodóknak, mind magánszemélyeknek kevesebb említésük maradt fenn, mint az egyiptomi történelem fénykoraiban élt személyeknek, így Minemhat, akinek három említése is fennmaradt, a legjobban attestált közrendű személyek közé tartozik ebben a korban, ami mutatja befolyásos voltát. Nevét említi a Nubheperré Antef uralkodása idején kiadott koptoszi dekrétum, melyet egyes koptoszi tisztségviselőknek címeztek, ezek közt elsőként szerepel Minemhat, mint királyi pecsétőr és Koptosz polgármestere. A dokumentum témája egy bizonyos Teti, Minhotep fia eltávolítása pozíciójából, melyet a koptoszi templomban töltött be. Minemhatot említik egy ládán, melyet Hórnaht thébai sírjában találtak, ez mutatja, hogy thébai hivatalnokokkal is kapcsolatban állt. Szerepel egy Gebel Zeitben talált sztélén is, ami azt bizonyítja, valamilyen expedíción járt itt.

## Fordítás
- Ez a szócikk részben vagy egészben  a   Minemhat című angol Wikipédia-szócikk ezen változatának fordításán alapul.  Az eredeti cikk szerkesztőit annak laptörténete sorolja fel. Ez a jelzés csupán a megfogalmazás eredetét és a szerzői jogokat jelzi, nem szolgál a cikkben szereplő információk forrásmegjelöléseként.